# Bolognetta
Bolognetta település Olaszországban, Szicília régióban, Palermo megyében. Lakosainak száma 4090 fő (2023. január 1.). Bolognetta Baucina, Casteldaccia, Marineo, Misilmeri, Ventimiglia di Sicilia és Villafrati községekkel határos.

## Népesség
A település népességének változása:
| Lakosok száma | 4158 | 4161 | 4090 |
|               | 2017 | 2018 | 2023 |